# Carl Mörner
Carl Carlsson Mörner af Tuna (né le 1er décembre 1755 à Jönköping, décédé le 24 juin 1821 à Stockholm) est un comte, officier et fonctionnaire suédois.

## Biographie
Il commence sa carrière en tant que cadet, en 1771, et est nommé sous-lieutenant en 1772. En 1811, il est lieutenant-général et commandant des forces suédoises en Poméranie. Une courte période de temps, il est vice gouverneur général de cette région. Il est proche de la cour du roi Gustave IV Adolphe jusqu'à ce que celui-ci soit déposé en 1809.
Il est gouverneur de Stockholm à partir de 1812 et a pu ainsi montrer ses compétences administratives. C'est ainsi qu'il se fait connaître du prince Carl Johan.
Il est gouverneur général de Norvège de 1816 à 1818, et est nommé maréchal de camp en 1816. Il gagne rapidement la confiance en Norvège, et quand il démissionne au bout de deux ans, il est salué pour "L'estime et la reconnaissance de la nation pour l'habileté et le zèle avec lesquels il a assuré les fonctions qui lui étaient confiées."